# SZ 312
De 312, ook wel Desiro genoemd, is een tweedelig dieseltreinstel met lagevloerdeel voor het regionaal personenvervoer van de Slovenske železnice (SŽ).

## Geschiedenis
De uit RegioSprinter ontwikkelde RegioSprinter 2 werd als Desiro op de markt gezet. De Desiro wordt sinds 1998 geproduceerd en verder ontwikkeld als Desiro Classic. Het treinstel werd zowel met dieselmotor maar ook met elektrische aandrijving geleverd.

## Constructie en techniek
Het treinstel is opgebouwd uit een aluminium frame. Typerend aan dit treinstel is door de toepassing van Scharfenbergkoppeling met het grote voorruit. De treinen werden geleverd als tweedelig dieseltreinstel met mechanische transmissie. De trein heeft een lagevloer-deel. Deze treinen kunnen tot drie stuks gecombineerd rijden. De treinen zijn uitgerust met luchtvering.

### Nummers
De treinen zijn als volgt genummerd:
- 2-delig: 312.0 + 312.0
- 3-delig: 312.1 + 317 + 312.1

## Treindiensten
De treinen worden door Slovenske železnice (SŽ) in gezet op de volgende traject:
- S-Bahn in de buurt van Ljubljana
- Ljubljana - Postojna
- Ljubljana - Koper-Ljubljana-Maribor
- Ljubljana - Zidani Most